# Station Saint-Victurnien
Station Saint-Victurnien is een spoorweghalte in de Franse gemeente Saint-Victurnien.